# プレーリー

アメリカ国内における大まかなプレーリーの地域タイプ
短草プレーリー
混合プレーリー
長草プレーリー

プレーリー (Prairie [ˈprɛəri]) は、北米大陸中央部でカナダ南部からアメリカ南部まで広がり、草原・サバナ・低灌木からなる生態系である。
グレートプレーンズ（北アメリカ大平原、Great Plains）から、中央平原にかけて広がり、降水量の少ない西部は短草の、やや多い東部は長草の草原となっている。
こうした温帯の草原は、ブラジル・アルゼンチン・ウルグアイ、ロシア・カザフスタン・モンゴルにもあり、それぞれパンパ、ステップと呼ばれている。 
哺乳類のプレーリードッグはこの地域に多く生息することから名づけられた。Prairie（プレリー）はフランス語で牧草地または平原を意味して、もともとはラテン語のpratum（同じく平原の意味）から来ている。
他方、アフリカ、南北アメリカの熱帯のこうした場所はサバンナと呼ばれている。

## 地理
ロッキー山脈の東側に位置し、グレートプレーンズの東部と中央平原の西部を中心に分布する。
夏の平均気温は20℃以上で平均降水量は1000mm前後である。

## 農業
北米の穀倉地帯であり、プレーリー土や褐色森林土という肥沃な土壌が分布し、小麦、とうもろこし、大豆などの大生産地となっている。主に、プレーリーでは混合農業が行われ、豚や肉牛の飼育もさかんである。